# Zwischen den Stühlen
Zwischen den Stühlen ist ein Dokumentarfilm von Jakob Schmidt aus dem Jahr 2016. Er begleitet drei angehende Lehrer durch das Referendariat, den praktischen Teil der Ausbildung von Lehrern für das staatliche Schulsystem. Der Film feierte am 3. November 2016 seine Premiere im deutschen Wettbewerb des Dokumentarfilmfestivals DOK Leipzig und wurde dort mit zahlreichen Preisen bedacht. Am 18. Mai 2017 kam er deutschlandweit ins Kino. Am 17. Januar 2019 folgte die Nominierung für den Grimme-Preis im Wettbewerb „Information & Kultur“.

## Handlung
Um in Deutschland Lehrer zu werden, muss nach dem theoriebeladenen Studium ordnungsgemäß das Referendariat (auch Vorbereitungsdienst genannt) absolviert werden. Eine Feuerprobe, welche die angehenden Lehrer in eine widersprüchliche Position bringt: Sie lehren, während sie selbst noch lernen. Sie vergeben Noten, während sie ihrerseits benotet werden. Zwischen Problemschülern, Elternabenden, Intrigen im Lehrerzimmer und Prüfungsängsten werden die Ideale der Anwärter auf eine harte Probe gestellt. Der Film begleitet drei von ihnen auf ihrem steinigen Weg zum Examen. Gleichzeitig wirft er einen humorvollen Blick hinter die Kulissen des Systems Schule und wirft dabei nicht zuletzt die Frage auf, in was für einer Gesellschaft wir leben wollen.

## Produktion
Der Film entstand als Abschlussprojekt an der Filmuniversität Babelsberg „Konrad Wolf“ in Koproduktion mit ZDF – Das Kleine Fernsehspiel (Redaktion: Jörg Schneider). Gedreht wurde er an Berliner Schulen in einem Zeitraum von insgesamt über drei Jahren. Er erscheint im Verleih von Weltkino.

## Kritik
Im MDR Kinomagazin „Kino Royal“ urteilte Simone Unger, „Zwischen den Stühlen“ sei „ein großartiger Dokumentarfilm, weil er es schafft, einen differenzierten Blick hinter die Kulissen der Pädagogik zu werfen. Ein Muss, nicht nur für all jene, die längst Zweifel am modernen Bildungssystem hegen.“
Als „sensibel und mit Sinn für Humor“ lobt Hans-Jörg Rother den Film in der Frankfurter Allgemeinen Zeitung: „‚Zwischen den Stühlen‘, so der treffende Titel, wirft viele Fragen auf. Was für Menschen für was für eine Gesellschaft wollen wir heranbilden? Stromlinienförmig angepasste Karrieristen sollen es nicht sein, aber verlorengehen soll auch niemand. Elementare Fragen wie diese zu vermitteln dürfte das Beste sein, was ein Film (…) den Besuchern auf den Weg mitgeben kann.“
Auf Programmkino.de schrieb Gaby Sikorski, „Zwischen den Stühlen“ sei „Im wahrsten Sinne des Wortes: ein sehr sehr lehrreicher und vergnüglicher Film!“. Der Autor stelle die einzelnen Protagonisten einander gegenüber, wobei ihm das Kunststück gelänge, „jeden für sich und alle miteinander sympathisch und liebenswert zu machen.“
Für die Leipziger Volkszeitung ist „Zwischen den Stühlen“ „eine überragende Entdeckung des deutschen Alltags“ und „ein erstaunlicher Talentbeweis“.

## Auszeichnungen
Im Rahmen des Dokumentarfilmfestivals DOK Leipzig wurde der Film 2016 mit vier Preisen ausgezeichnet:
- Dokumentarfilmpreis des Goethe-Instituts: „Einfühlsam und filmisch genau beobachtet und ohne erklärende Kommentare zeigt der Film, wie schwer Blaupausen in der Realität umzusetzen sind.“[10]
- Förderpreis der DEFA-Stiftung für einen herausragenden Dokumentarfilm[11]
- Healthy Workplaces Film Award: „Ein Film seiner Zeit – personifizierter Stress. Die Charaktere sind sehr gut herausgearbeitet und anziehend, die cinema verité-Herangehensweise des Filmemachers, also sein Blick ‚hinter die Kulissen‘, erlauben uns, ganz nah am menschlichen Drama der ProtagonistInnen zu sein, was sowohl unsere Herzen berührt wie auch unseren Verstand angeregt hat.“[12]
- ver.di-Preis für Solidarität, Menschlichkeit und Fairness (ex aequo mit „The Others“ von Ayşe Polat)[13]

Die Filmbewertungsstelle Wiesbaden verlieh dem Film außerdem das Prädikat „besonders wertvoll“. Jakob Schmidt komme seinen Protagonisten „erstaunlich nah“ und biete „einen authentischen und nuancierten Blick darauf, wie an deutschen Schulen heute gelehrt wird und wie belastend der Beruf des Lehrers in diesen Zeiten ist.“ Der Film überrasche „immer wieder dadurch, dass er neue Aspekte und Perspektiven in den Film einführt, ohne dabei je den Blick auf seine drei Helden zu verlieren.“
Am 17. Januar 2019 verkündete das Grimme-Institut, dass der Dokumentarfilm für den 55. Grimme-Preis im Wettbewerb „Information & Kultur“ zusammen mit 15 weiteren Produktionen nominiert ist.